# Memorial às Vítimas do Comunismo
O Memorial às Vítimas do Comunismo (em tcheco/checo:  Pomník obětem komunismu) é uma série de estátuas em Praga que homenageiam as vítimas do regime comunista na Tchecoslováquia entre 1948 e 1989. Ele está localizado na base da colina Petřín, na rua Újezd, na Malá Strana ou área da Cidade Pequena.
Foi inaugurado em 22 de maio de 2002, doze anos após a queda do comunismo no Bloco Oriental, e é obra do escultor tcheco Olbram Zoubek e dos arquitetos Jan Kerel e Zdeněk Holzel. Foi apoiado pelo conselho local e pela Confederação de Prisioneiros Políticos (KPV).

## Descrição
O memorial mostra seis estátuas de bronze representando um único indivíduo em pé em um lance de escadas. Cada estátua está em um estado diferente de decadência, representando os diferentes estágios da destruição do indivíduo. Isso simboliza o tratamento de presos políticos pelo governo comunista. O desafio contínuo do indivíduo é representado pelo fato de que todas as estátuas, independentemente do nível de deterioração, permanecem de pé.
Há também uma faixa de bronze que percorre o centro do memorial, mostrando o número estimado de indivíduos que enfrentaram a repressão estatal durante a era comunista:
- 205.486 presos
- 170.938 forçados ao exílio
- 4.500 morreram na prisão
- 327 fuzilados tentando escapar
- 248 executados

Uma placa de bronze próxima diz:
"O memorial às vítimas do comunismo é dedicado a todas as vítimas, não apenas aquelas que foram presas ou executadas, mas também aquelas cujas vidas foram arruinadas pelo despotismo totalitário."
Em 24 de fevereiro de 2018, o caminho pedonal adjacente ao memorial foi denominado "Alej obětí totalidade", conforme sugerido ao Conselho Municipal de Praga por Ivan Margolius.

## Galeria

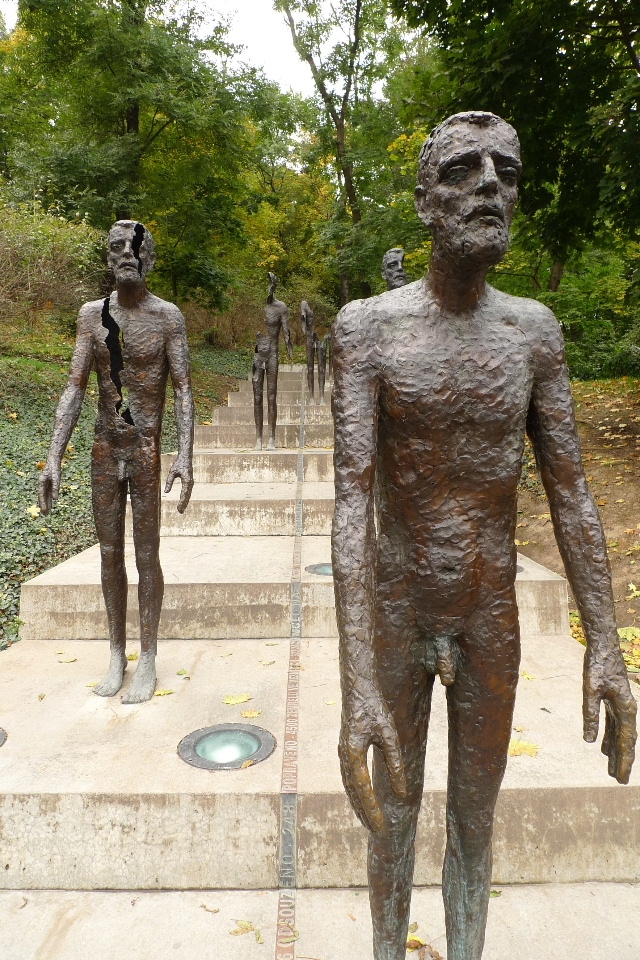
Estátuas do Memorial às Vítimas do Comunismo.
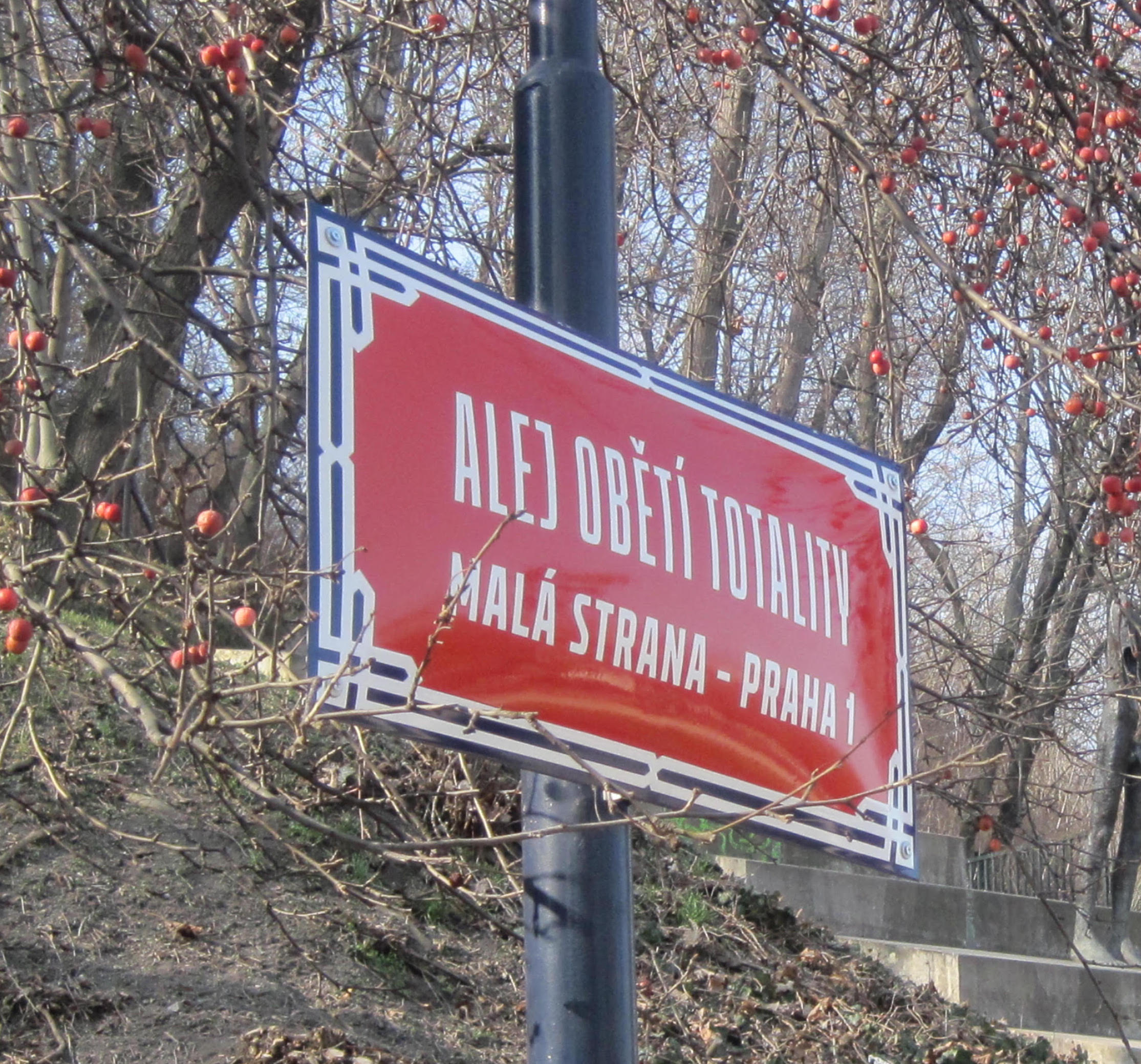
Beco das Vítimas do Totalitarismo em Malá Strana Praga 1.

## Controvérsia
Antes da inauguração do memorial, houve relatos na mídia local sobre uma aparente disputa política sobre quem deveria comparecer à cerimônia de inauguração. O então presidente Václav Havel, apesar de ter sido um dos principais dissidentes na era comunista, não foi um dos convidados originais e só recebeu um convite dois dias antes da cerimônia. Havel acabou visitando o monumento com seu escultor Zoubek no dia anterior à sua inauguração.
O memorial não foi bem recebido universalmente, com alguns artistas dizendo que o memorial é cafona e outros criticando a não inclusão de figuras femininas. Uma das estátuas foi danificada durante duas explosões de bombas em 2003. Ninguém admitiu ter levado a cabo os ataques.